# Liste der Ausstellungen im Bank Austria Kunstforum
Diese Liste enthält – ohne Anspruch auf Vollständigkeit – die Ausstellungen, die ab 1989 im Bank Austria Kunstforum in Wien stattfanden.

## Ausstellungen
Viele Ausstellungen fanden in Kooperation mit anderen Kunsthäusern statt.

### 1989
- 14.03.1989 – 18.06.1989: Egon Schiele und seine Zeit. Österreichische Malerei und Zeichnung von 1900 bis 1930. Aus der Sammlung Leopold.

### 1990
- 31.01.1990 – 21.04.1990: Von Caspar David Friedrich bis Adolph Menzel. Aquarelle und Zeichnungen der Romantik aus der Nationalgalerie Berlin/DDR
- 28.04.1990 – 15.07.1990: Modefotografie – Von 1900 bis heute (Kunstforum Länderbank)
- 14.09.1990 – 16.12.1990: Ferdinand Georg Waldmüller
- 14.03.1990 – 23.06.1991: Oskar Kokoschka

### 1991
- 30.08.1991 – 20.10.1991: Das Jahrzehnt der Malerei – Österreich 1980 bis 1990. Sammlung Essl
- 20.11.1991 – 02.02.1992: Japan – Die fließende Welt. Die Privatsammlung Drennig

### 1992
- 27.02.1992 – 24.03.1992: Victor Vasarely
- 17.06.1992 – 09.08.1992: Der optische Skandal. Plakatkunst von Toulouse-Lautrec bis Art Deco.
- 02.09.1992 – 22.11.1992: Lovis Corinth.

### 1993
- 31.03.1993 – 27.06.1993: Wiener Biedermeier. Malerei zwischen Wiener Kongress und Revolution.
- 10.12.1993 – 20.02.1994: Barock in Neapel. Kunst zur Zeit der österreichischen Vizekönige. In Kooperation mit: Kunsthistorisches Museum, Wien, Soprintendenza per I Beni Artisitici e Storici, Neapel

### 1994
- 04.03.1994 – 05.06.1994: Chagall bis Picasso. Meisterwerke aus dem Guggenheim Museum New York
- 27.06.1994 – 21.08.1994: Geld. 800 Jahre Münzstätte Wien
- 07.09.1994 – 27.11.1994: Herbert Boeckl. 1894 – 1966
- 07.12.1994 – 12.03.1995: Emil Nolde

### 1995
- 01.04.1995 – 02.07.1995: Die Neue Sachlichkeit. Österreich 1918 bis 1938
- 24.08.1995 – 19.11.1995: In Perfect Harmony: Bild + Rahmen 1850 – 1920
- 28.11.1995 – 18.02.1996: Wege des Expressionismus – Die Brücke

### 1996
- 28.02.1996 – 27.05.1996: Van Gogh und die Haager Schule
- 1996: Von Schiele bis Wotruba, Arbeiten auf Papier
- 25.09.1996 – 08.12.1996: Degas – Cézanne – Picasso aus Schweizer Privatbesitz

### 1997
- 05.03.1997 – 11.06.1997: Joseph Mallord William Turner; mit Tate Gallery
- 20.05.1997 – 17.08.1997: Sammlungsblöcke Stiftung Froehlich mit Tate Gallery, Kunsthalle Tübingen, Staatsgalerie Stuttgart, Württembergischer Kunstverein, Hamburger Kunsthalle und Deichtorhallen Hamburg
- 05.09.1997 – 08.12.1997: Kunst und Wahn
- 17.12.1997 – 22.02.1998: Van Eyck – Bruegel – Rembrandt. Niederländische Zeichnungen des 15. bis 17. Jahrhunderts aus dem Kupferstichkabinett Dresden.

### 1998
- 13.03.1998 – 18.06.1998: Monet bis Picasso. Das Auge des Sammlers, (Privatsammlung)
- 03.09.1998 – 29.11.1998: Rot in der Russischen Kunst. In Kooperation mit: State Russian Museum, St. Petersburg
- 18.12.1998 – 28.02.1999: Ernst Ludwig Kirchner. In Kooperation mit: Kunsthalle der Hypo-Kulturstiftung, München

### 1999
- 12.03.1999 – 06.06.1999: Max Beckmann. Landschaft als Fremde.
- 07.10.1999 – 02.01.2000: Jahrhundert der Frauen. Vom Impressionismus zur Gegenwart. Österreich 1870 bis heute

### 2000
- 20.01.2000 – 25.04.2000: Cézanne: Vollendet – Unvollendet, mit Kunsthaus Zürich[1]
- 11.05.2000 – 13.08.2000: Arnulf Rainer: GEGEN.BILDER.
- 07.09.2000 – 07.01.2001: Picasso. Figur und Porträt – Hauptwerke aus der Sammlung Bernard Picasso

### 2001
- 17.01.2001 – 04.03.2001: Adolf Frohner, Verteidigung der Mitte
- 14.03.2001 – 04.06.2001: Miró, Später Rebell
- 14.06.2001 – 26.08.2001: Mythos Großstadt – Architektur und Stadtbaukunst in Zentraleuropa 1890 – 1937
- 05.09.2001 – 02.12.2001: Malewitsch
- 13.12.2001 – 03.03.2002: Emil Nolde und die Südsee

### 2002
- 15.03.2002 – 16.06.2002: Kurt Schwitters
- 05.09.2002 – 13.10.2002: Karel Appel
- 15.10.2002 – 23.02.2003: Impressionismus: Amerika – Frankreich – Russland

### 2003
- 07.03.2003 – 29.06.2003: Futurismus – Radikale Avantgarde
- 04.09.2003 – 30.11.2003: Im Bann der Moderne. Picasso. Chagall. Jawlensky
- 11.12.2003 – 07.03.2004: Roy Lichtenstein

### 2004
- 19.03.2004 – 18.07.2004: Kandinsky – Der Klang der Farbe
- 16.09.2004 – 02.01.2005: Tamara de Lempicka – Femme fatale des Art déco

### 2005
- 13.01.2005 – 28.03.2005: Willem de Kooning
- 06.04.2005 – 24.07.2005: René Magritte – Der Schlüssel der Träume
- 23.04.2005 – 29.05.2005: tresor: Daysleepers – Malerischer Realismus zwischen Traum und Wirklichkeit
- 02.09.2005 – 26.10.2005: Christian Ludwig Attersee
- 04.11.2005 – 22.02.2006: Superstars von Warhol bis Madonna

### 2006
- 27.03.2006 – 01.05.2006: tresor: Abstract Papers
- 08.05.2006 – 18.06.2006: Verrückte Liebe von Dalí bis Francis Bacon – Die Sammlung Ulla und Heiner Pietzsch
- 18.05.2006 – 31.05.2006: tresor: Eisler Preis 2005 – Eine Ausstellung des BA-CA Kunstpreises
- 03.06.2006 – 18.06.2006: tresor: composition – Andrés Ramírez Gaviria
- 06.09.2006 – 05.11.2006: Markus Lüpertz
- 22.09.2006 – 29.09.2006: tresor: Eisler Preis 2006 – Nominierte des BA-CA Kunstpreises
- 17.10.2006 – 31.10.2006: tresor: Kulturkontakt Austria Artists in Residence 2005 – One year after
- 02.11.2006 – 11.11.2006: tresor: Henkel Art. Award. 2006
- 15.11.2006 – 18.02.2007: Marc Chagall. Meisterwerke 1908–1922
- 07.12.2006 – 28.01.2007: tresor: Anna Jermolaewa – Orchestra reloaded

### 2007
- 15.02.2007 – 21.02.2007: tresor: Eisler Preis 2006 – Eine Ausstellung des BA-CA Kunstpreises
- 01.03.2007 – 22.07.2007: Eros in der Kunst der Moderne
- 01.03.2007 – 22.07.2007: tresor: Eros in der Kunst der Moderne – Erweiterte Ausstellungsfläche
- 04.09.2007 – 07.10.2007: „wann immer vorerst“. Aktuelles aus der Kunstsammlung BA-CA
- 16.10.2007 – 03.02.2008: Der Kuss der Sphinx. Symbolismus in Belgien
- 30.11.2007 – 03.02.2008: tresor: Dan Perjovschi and Nedko Solakov – Walls & Floor (without the ceiling)

### 2008
- 28.02.2008 – 29.06.2008: Monet – Kandinsky – Rothko und die Folgen. Wege der abstrakten Malerei
- 14.03.2008 – 04.05.2008: tresor: Regina Hofer / Tobias Pils
- 21.05.2008 – 28.05.2008: tresor: Stefan Sandner. Eisler Preisträger 2007
- 11.09.2008 – 29.10.2008: Fotografis collection reloaded
- 14.11.2008 – 01.03.2009: Georges Braque
- 17.11.2008 – 30.11.2008: tresor: Eisler Preis 2008
- 06.12.2008 – 18.01.2009: tresor: Lucia Nimcova. Unofficial III

### 2009
- 27.05.2009 – 28.06.2009: Gugging.! In Wien
- 28.05.2009 – 14.06.2009: tresor: Bertram Hasenauer. Eisler Preisträger 2008
- 16.10.2009 – 10.01.2010: Past Present Future. Werke aus der Sammlung Unicredit Group
- 30.10.2009 – 10.01.2010: tresor: Olga Cernysheva. Inner Dialog

### 2010
- 10.02.2010 – 30.05.2010: Augenschmaus. Vom Essen im Stillleben
- 01.09.2010 – 05.12.2010: Frida Kahlo Retrospektive
- 07.12.2010 – 19.12.2010: tresor: Eisler Preis 2010. Nominierte des Bank Austria Kunstpreises
- 16.12.2010 – 06.03.2011: Birgit Jürgenssen Retrospektive

### 2011
- 10.01.2011 – 16.01.2011: tresor: Kucsko. Double Coated IP Capsule
- 21.01.2011 – 06.03.2011: tresor: Igor Eskionja
- 17.03.2011 – 10.07.2011: Iwan K. Aiwasowski. Maler der Meeres
- 25.03.2011 – 22.05.2011: tresor: Svenja Deininger. Eisler Preisträgerin 2010
- 27.05.2011 – 10.07.2011: tresor: Die 80er: Neue Malerei. Collected #1
- 12.10.2011 – 15.01.2012: Botero
- 09.11.2011 – 15.01.2012: tresor: Rudolf Goessl

### 2012
- 26.01.2012 – 15.04.2012: Herbert Brandl
- 03.02.2012 – 18.03.2012: tresor: Body.Action Collected #2
- 26.04.2012 – 15.07.2012: My Private Passion – Sammlung Hubert Looser
- 09.05.2012 – 15.07.2012: tresor: Rainer Ganahl. I wanna be Alfred Jarry
- 12.09.2012 – 02.12.2012: Die Acht. Ungarns Highway in die Moderne
- 19.09.2012 – 13.11.2012: tresor: Özlem Sulak
- 28.11.2012 – 12.05.2013: tresor: Drawing the Line. Zeichnungen aus der Bank Austria Kunstsammlung. Collected #3
- 12.12.2012 – 10.03.2013: Miquel Barceló

### 2013
- 21.03.2013 – 14.07.2013: Meret Oppenheim
- 23.05.2013 – 14.07.2013: tresor: Sofie Thorsen
- 04.09.2013 – 06.10.2013: Jürgen Messensee
- 16.10.2013 – 02.02.2014: Warhol / Basquiat
- 23.10.2013 – 12.01.2014: tresor: Oscar Bronner

### 2014
- 13.02.2014 – 27.04.2014: Siegfried Anzinger
- 27.02.2014 – 27.04.2014: tresor: Bilder über Bilder. Malerei und Fotografie im Wechselspiel. Collected #4
- 08.05.2014 – 13.07.2014: Eyes Wide Open. Stanley Kubrick als Fotograf
- 22.05.2014 – 13.07.2014: tresor: Stephanie Pflaum
- 16.10.2014 – 25.01.2015: Henri de Toulouse-Lautrec, Der Weg in die Moderne
- 23.10.2014 – 16.11.2014: tresor: LET THE CHILDREN PLAY. Fotografien von Lukas M. Hüller
- 20.11.2014 – 25.01.2015: tresor: Werner Schrödl. Snooky Games

### 2015
- 11.02.2015 – 26.04.2015: Landscape in my Mind. Landschaftsfotografie heute. Von Hamish Fulton bis Andreas Gursky
- 25.02.2015 – 26.04.2015: tresor: Michael Höpfner. Lie Down, Get Up, Walk On/Niederlegen, Aufrichten, Gehen
- 06.05.2015 – 12.07.2015: Hubert Schmalix
- 13.05.2015 – 12.07.2015: tresor: Alf Poier
- 02.09.2015 – 04.10.2015: tresor: Sonderausstellung: Rolf Kauka’s Fix & Foxi. Zwei Füchse starten durch[2]
- 14.10.2015 – 31.01.2016: Liebe in Zeiten der Revolution. Künstlerpaare der russischen Avantgarde
- 29.10.2015 – 31.01.2016: tresor: Reflexion. Selbstbesinnungen der Fotografie. Collected #5

### 2016
- 24.02.2016 – 19.06.2016: Balthus. Balthasar Kłossowski de Rola
- 08.09.2016 – 27.11.2016: Martin Kippenberger
- 19.09.2016 – 02.10.2016: tresor: paraflows.XI – IDENTITY
- 07.12.2016 – 26.03.2017: Georgia O’Keeffe

### 2017
- 19.01.2017 – 26.03.2017: tresor: White Cube – Black Box. collected #6
- 06.04.2017 – 11.04.2017: Sonderausstellung: Simon Quendler
- 05.05.2017 – 16.07.2017: James Welling, Internationale zeitgenössische Fotografie.
- 18.05.2017 – 17.07.2017: tresor: Anna Artaker: THE PENCIL OF NATURE
- 31.07.2017 – 10.08.2017: Sonderausstellung: Jiny Lan[3]
- 31.07.2017 – 17.09.2017: Sonderausstellung: Bai Yuping[4]
- 12.08.2017 – 21.08.2017: Sonderausstellung: Matthias Brandes
- 16.08.2017 – 17.09.2017: Sonderausstellung: Bai Di[4]
- 23.08.2017 – 17.09.2017: Sonderausstellung: Feng Jianguo. The power of the plateau[4]
- 04.10.2017 – 28.01.2018: Gerhard Rühm
- 10.10.2017 – 29.10.2017: Sonderausstellung im „tresor“: Weltbilder, Fotoausstellung[5]
- 29.11.2017 – 21.01.2018: tresor: Andere Räume. collected #7

### 2018
- 14.02.2018 – 24.06.2018: Man Ray
- 26.04.2018 – 24.06.2018: tresor: Michaela Frühwirth: handeln, erdwärts
- 19.08.2018 – 20.09.2018: Sonderausstellung: SEO Der geteilte Traum von Megalopolis[6]
- 19.08.2018 – 20.09.2018: Sonderausstellung: Andy Denzler The Dark Corner of the Human Mind[7]
- 10.10.2018– 20.1.2019: Faszination Japan Monet – Van Gogh – Klimt
- 08.11.2018– 13.01.2019: tresor: Thean Chie Chan. Unfassbar umrissen.

### 2019
- 21.02.2019 – 31.03.2019: tresor: Frauenbilder? Meisterinnenwerke aus der Bank Austria Kunstsammlung collected #8
- 15.02.2019 – 23.06.2019: Flying High: Künstlerinnen der Art Brut
- 11.04.2019 – 16.06.2019: tresor: DAGUERRE’S SOUP Christian Kosmas Mayer x FOTOGRAFIS
- 03.08.2019 – 14.08.2019: Sonderausstellung: Sultan Adler: Flying Ornament[6]
- 04.08.2019 – 26.08.2019: Sonderausstellung: Ahmet Güneştekin The Universe of Myths[6]
- 15.08.2019 – 28.08.2019: Sonderausstellung: Bernd Kirschner Orakel[6]
- 04.09.2019 – 21.09.2019: Sonderausstellung: KAIROS. Der richtige Moment. Wolfgang Beltracchi und Mauro Fiorese[8]
- 10.09.2019 – 24.9.2019: Sonderausstellung im tresor: Martin Grandits ABSOLUT GRANDITS[9]
- 10.10.2019 – 12.01.2020: Pierre Bonnard Die Farbe der Erinnerung
- 07.11.2019 – 12.01.2020: tresor: Alfredo Barsuglia: Take on me

### 2020
- 29.01.2020 – 21.06.2020: The Cindy Sherman Effect Identität und Transformation in der zeitgenössischen Kunst
- 31.01.2020 – 11.02.2020: Sonderausstellung: SenatrA: Heartbeats
- 29.07.2020 – 16.08.2020: Sonderausstellung: James Francis Gill & Kilian Saueressig Reflections[10]
- 20.08.2020 – 16.09.2020: Sonderausstellung: Bernd Reiter  MACHT[10]
- 02.09.2020 – 18.09.2020: Sonderausstellung: Peter Patzak: Aus dem Archiv der Erinnerung Gemälde 1980 – 2020
- 1.10.  – 14.2.2021: Gerhard Richter: Landschaften
- 15.10. – 22.11.2020: tresor: Pablo Chiereghin: RIOT DESIGN
- 09.12.2020 – 07.03.2021: tresor: Herta Müller: wenn man spricht ist immer jetzt – sonst nicht

### 2021
- 24.03.2021 – 27.06.2021: Daniel Spoerri
- 24.03.2021 – 27.06.2021: tresor: Borjana Ventzislavova We/re nature
- 09.07.2021 – 31.07.2021: Sonderausstellung: LEONISMO
- 06.08.2021 – 29.08.2021: Sonderausstellung: Vasily Klyukin: Civilization The island of the day before
- 28.09.2021 – 23.01.2022: Rebecca Horn
- 03.10.2021 – 21.11. 2021: tresor: Mirjam Baker: Staub

### 2022
- 10.02.2022 – 19.06.2022: David Hockney: INSIGHTS Reflecting the Tate Collection
- 24.02.2022 – 18.04.2022: tresor: Edgar Tezak: Project to Infinity
- 28.04.22 – 19.06.2022: tresor: Soli Kiani: Ossian – Rebellion
- 09. – 22.09.2022 Sonderausstellung: Hermann Rastorfer. Lebenslinien
- 19.10.2022 – 15.01.2023: Helmut Newton Legacy
- 04.11.2022 – 15.01.2023: tresor: Death and the Maiden – Der Tod und das Mädchen. Junge Ukrainische Kunst

### 2023
- 02.02. 2023 – 25.06.2023:  Kiki Kogelnik: Now Is the Time
- 16.02.2023 – 16.04.2023: tresor: Kay Walkowiak: Eternal Now

### 2025
- 09.07. 2025 – 21.08.2025:  Stiftung Kunstforum Berliner Volksbank : MENSCH BERLIN in Wien, Jubiläumsausstellung (letzte Ausstellung an der Freyung 8, des Kunstforum Wiens)